# 대구광역시공무원교육원
대구광역시 공무원교육원(大邱廣域市 公務員敎育院)은 대구광역시청 소속의 공무원을 교육·훈련하기 위해 대구광역시청 산하에 설치된 직속기관이다.
공무원교육원장은 지방서기관으로 보한다.

## 연혁
- 1981년: 대구직할시 교육원 설치
- 1995년: 대구광역시 교육원으로 변경
- 2007년: 대구광역시 인재개발원으로 변경
- 2008년: 대구광역시 공무원교육원으로 변경

## 조직
원장
- 교육지원과
- 교육운영과
- 사이버교육과
- 역량평가과